# Kaliroja (luna)
Kalirója (starogrško Καλλιρρόη: Kaliroe) je Jupitrov naravni satelit. Spada med nepravilne lune z retrogradnim gibanjem. Je član Pasifajine skupine Jupitrovih lun, ki krožijo okrog Jupitra v razdalji od 22,8 do 24,1 Gm in imajo naklon tira med 144,5°  in 158,3 °.
Naravni satelit Kaliroja je bil odkrit 6. oktobra 1999 v okviru projekta Spacewatch (projekt namenjen proučevanju manjših planetov Osončja, asteroidov in kometov). Najprej so mislili da je novo telo asteroid in je dobil oznako 1999 UX1 . Šele 18. julija leta 2000 je Tim Spahr odkril, da telo kroži okrog Jupitra. Označili so ga kot S/1999 J  1. Znan je tudi kot Jupiter XVII. Ime je dobil leta 2000 po Kaliroji (mati Ganimeda) iz grške mitologije.
Luna Kaliroja ima premer približno 7 km in obkroža Jupiter v povprečni razdalji 24,102.000 km. Obkroži ga v približno 759 dneh po tirnici, ki ima naklon tira približno 141 ° glede na ekliptiko in 140 °  na ekvator Jupitra.
Njena gostota je ocenjena na 2,6 g/cm3, kar kaže, da je sestavljena iz kamnin.
Naravni satelit izgleda zelo temen, ima odbojnost 0,04. Njegov navidezni sij je 20,8 m.